# Asbury Park
Asbury Park es una ciudad en el Condado de Monmouth, Nueva Jersey, Estados Unidos, en la costa atlántica de Jersey y forma parte del área metropolitana de Nueva York. Según el censo de los Estados Unidos de 2000, la población de la ciudad era de 16 930 habitantes. Asbury Park fue fundada como un borough por el Acta de la Legislatura de Nueva Jersey del 26 de marzo de 1874, con partes de Ocean Township. El borough fue refundado el 28 de febrero de 1893. Asbury Park fue fundada, esta vez como ciudad, el 25 de marzo de 1897.
La ciudad es conocida por su historia musical y naturaleza única. Fue catalogada como la sexta mejor playa de Nueva Jersey en un concurso patrocinado por el Consorcio de Ciencias Marinas de Nueva Jersey.

## Imágenes

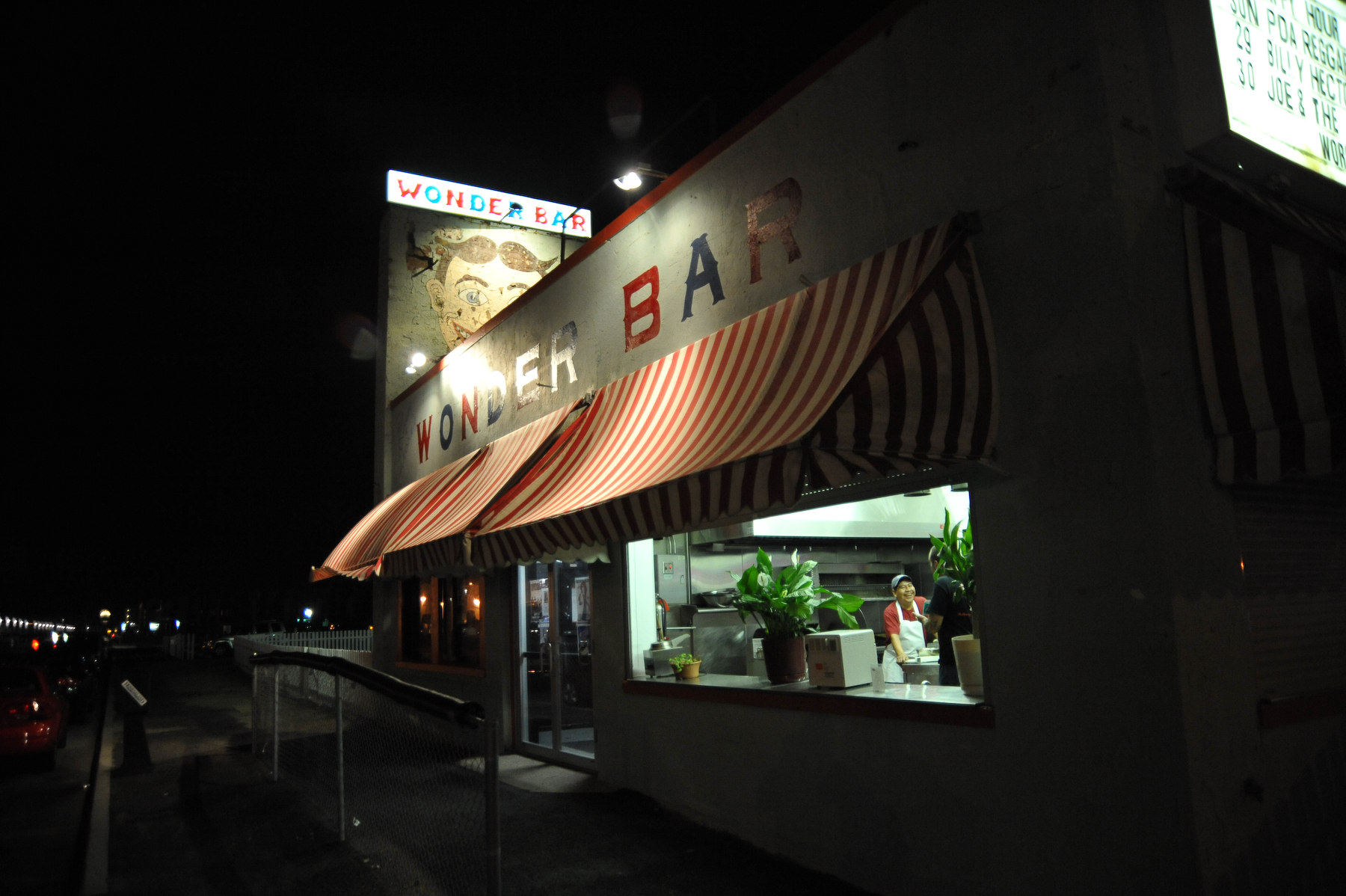
Wonder Bar de noche.
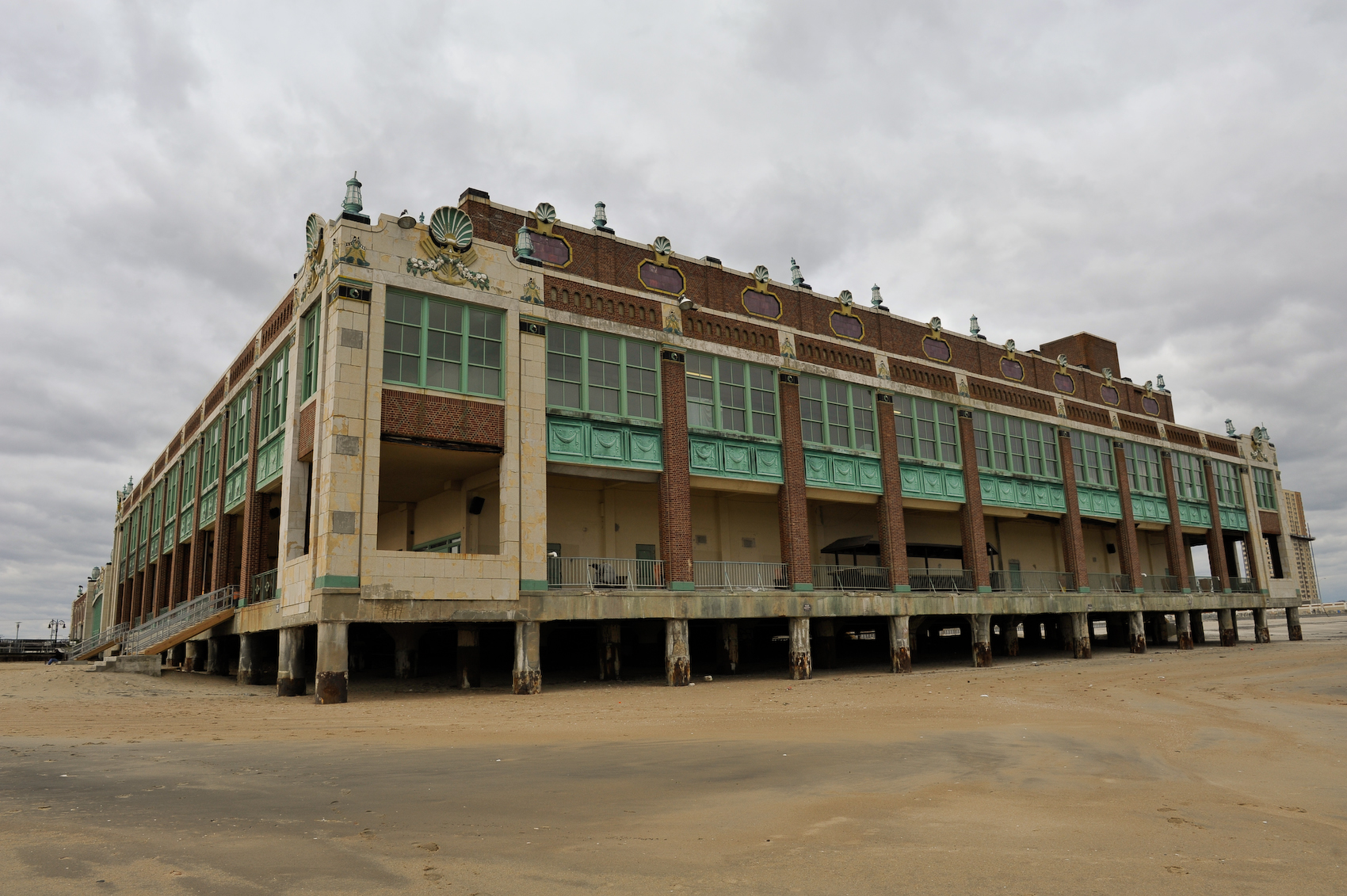
Imagen sureste del Convention Hall visto desde el océano Atlántico.
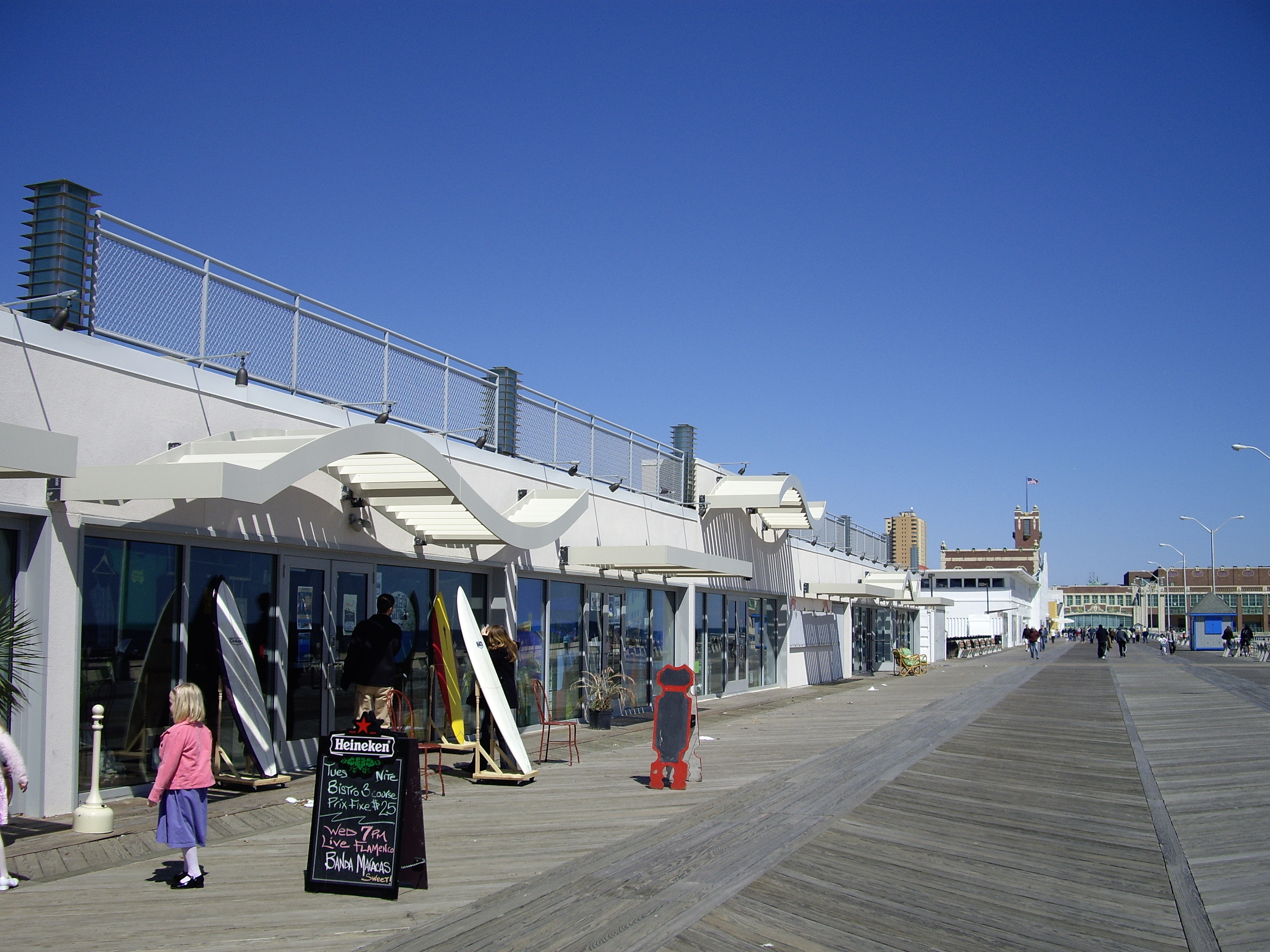
Paseo marítimo de Asbury Park.
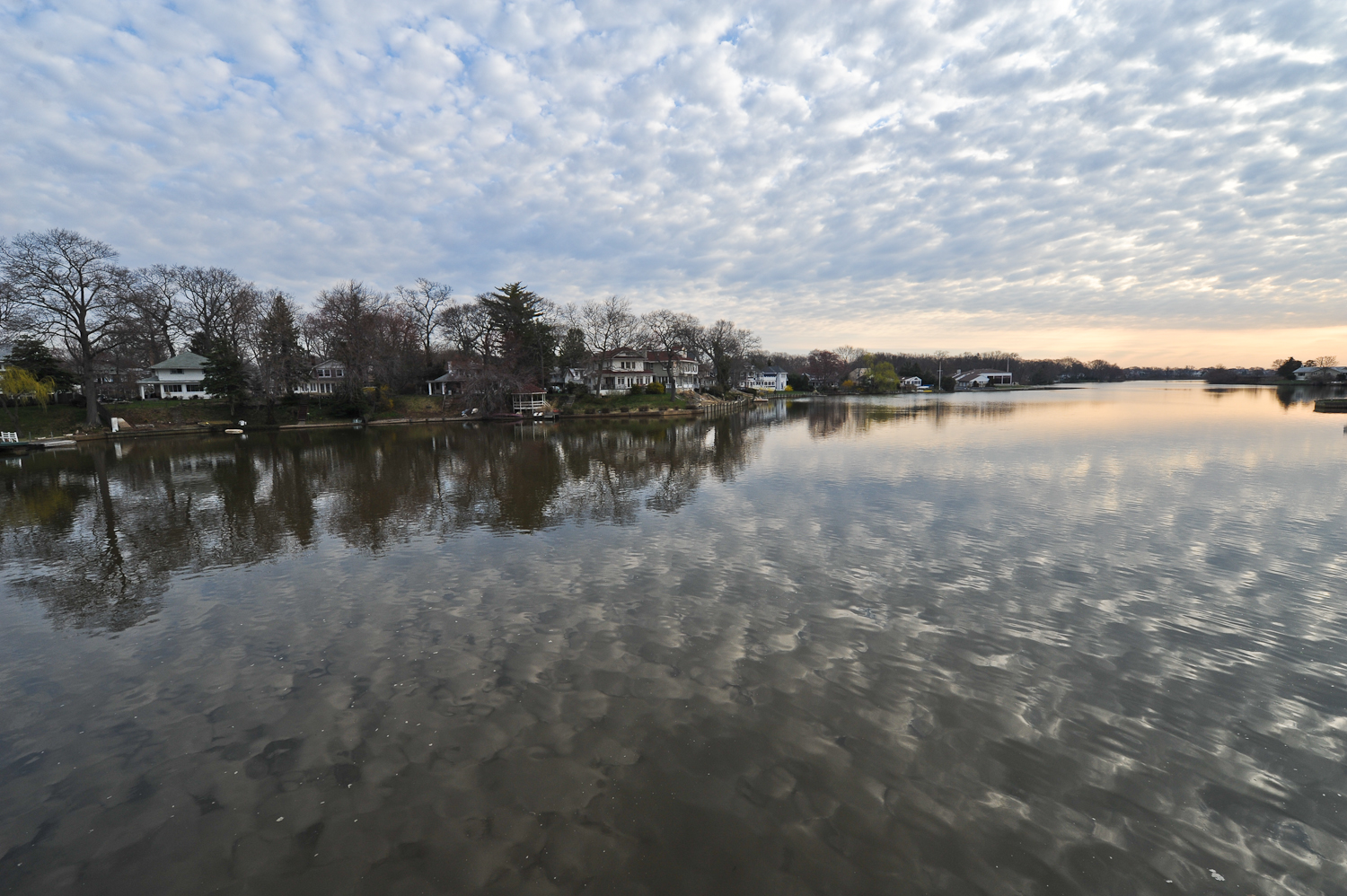
El lago Deal Lake